# Narduroides
Narduroides là một chi thực vật có hoa trong họ Hòa thảo (Poaceae).

## Loài
Chi Narduroides gồm các loài: